# Argovie bernoise

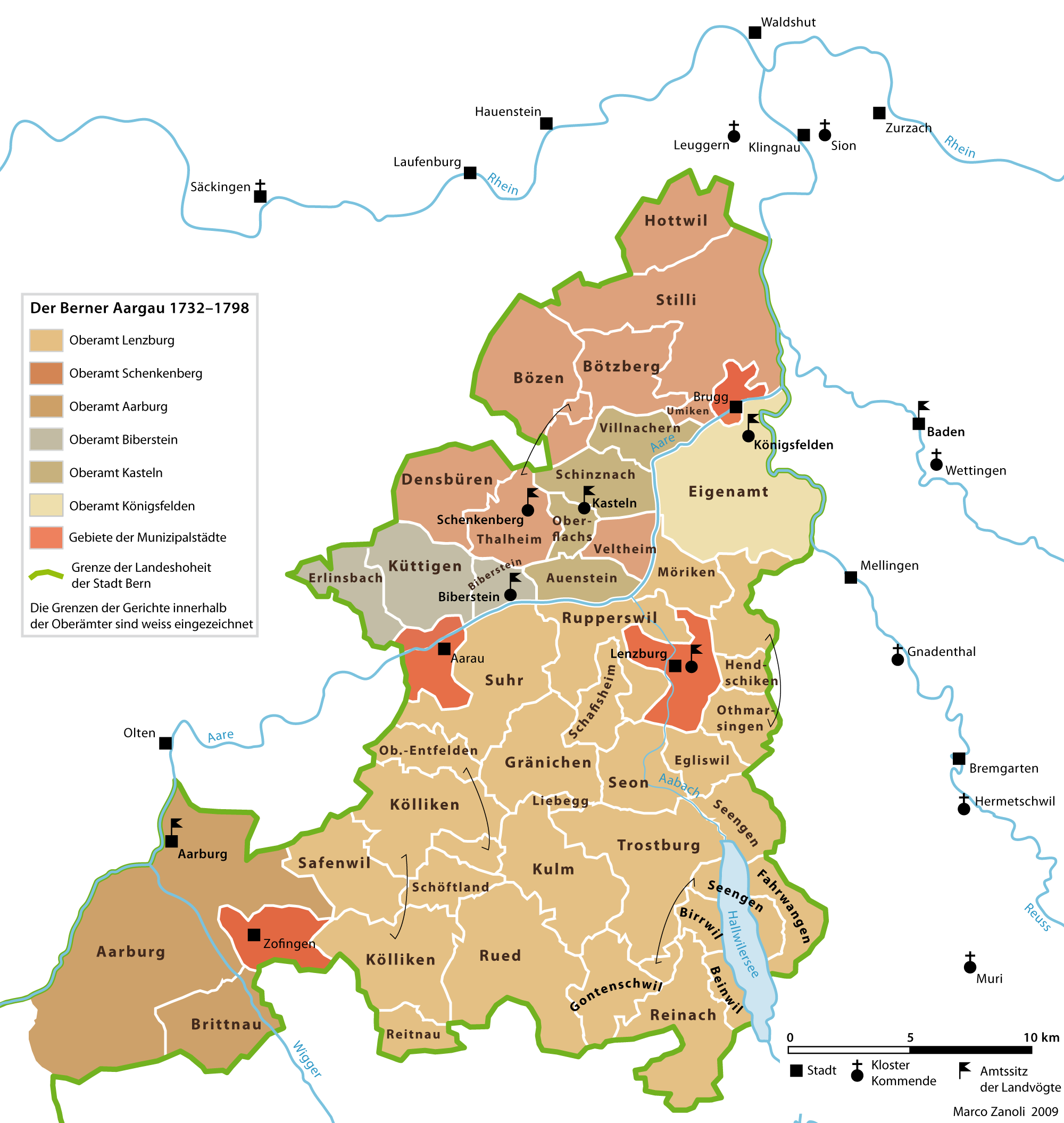
L'Argovie bernoise

L'Argovie bernoise, appelée en allemand Berner Aargau, est une région du canton d'Argovie, en Suisse, qui était appelée Basse-Argovie (Unteraargau) aux 17e et 18e siècles.

## Histoire
L'Argovie bernoise prit ce nom en 1415, lorsque la ville de Berne s'empara des territoires de la vallée de l'Aar qui appartenaient jusqu'alors au duc Frédéric IV d'Autriche, mis au ban de l'Empire. Cette région fut divisée en deux zones, la Basse-Argovie (en allemand Unteraargau) qui couvre les districts actuels d'Aarau, Kulm, Zofingue, Lenzbourg et Brugg et la Haute-Argovie (en allemand Oberaargau), qui couvre l'ensemble du territoire entre Langenthal et Berthoud.
Lors de la fondation de la République helvétique, la Basse-Argovie forma, avec les cantons de Baden et de Fricktal, le nouveau canton d'Argovie alors que la Haute-Argovie restait attachée au canton de Berne.

## Sources
- Article Argovie bernoise dans le Dictionnaire historique de la Suisse en ligne.